# 財政破綻
財政破綻（ざいせいはたん、英: economic collapse）とは、国や地方自治体の資金収支計画（資金繰り）が行きづまること。
政府が対外債務（国債や地方債のこと）の利払いや、元本償還ができなくなったこと。

## 概要
国（国家、中央政府）や地方自治体（地方政府）が行政活動や公共政策などの遂行のために行う、資金調達や資金管理、支出などの経済活動が正常にできなくなる状態のことである。

英語では、債務不履行に陥った状態を広く「default デフォルト」と言うので、政府が債務不履行状態で財政破綻状態になったこともやはり「デフォルト」とも表現する。
財務破綻の前段階
財務破綻の一歩手前の段階に当たる「財務危機」について、IMFのワーキングペーパー「Fiscal Crises（2017.１）」は、 財政危機を「政府による例外的措置の実施を招くような財政的困窮状態の高まりが続く期間」とし、その種類として、1.信用事由（債務の返済の不履行等）、2.例外的な公的財政支援（IMFからの多額の財政支援）、3.潜在的な財政破綻（ハイパーインフレ 等）、4.市場からの信認の喪失（市場からの資金調達の困難化等）を挙げている。

## 財務破綻が起きた具体例
- 1980年代、南米諸国の債務不履行。（累積債務問題を参照）
- 1991年-2000年、キューバの破綻。同盟国で主な支援国であるソヴィエト連邦の崩壊によるもの（en:Special Periodを参照）

アルゼンチンの2000年-2002年の財務破綻発生時のGDPのグラフ

- 2001年（2000年 - 2002年）、アルゼンチンの財務破綻[3]。（en:1998–2002 Argentine great depressionを参照）。
- 2007年 - 2008年、ギリシアの財務破綻。（記事としては、英語版en:Greek government-debt crisisが参照可）。

各国の地方政府（地方自治体）レベル
- 2006年、夕張市。夕張市はかつて炭鉱のまちだったが、エネルギー革命で炭鉱が閉鎖となり、「炭鉱から観光へ」をキャッチフレーズに観光開発を進め「石炭博物館」、遊園地、ホテル、スキー場等の開発をし、一時期は観光客数は230万人ほどにまで達したが、バブル経済崩壊による不況の影響の直撃を受け、観光客が激減し、財政悪化し、平成18年（2006年）には財政破綻の宣言をするに至った[4]。

## 未来に関する予測

### 日本

#### 日本政府の財政破綻（国債の債務不履行）の可能性を肯定または懸念する見解
1. 財政学者の土居丈朗は「今後、財政構造改革（財政赤字削減）を行うことによって、この状況を打開することは即座に可能ではあるが、目下のところ、わが国は財政破綻が懸念される状況に直面している」と述べている[5]。
2. 財政制度審議会は2013年5月27日の資料に「債務残高対名目GDP比が、将来にわたり上昇し続ければ、財政破綻する」と記載している[6]。
3. 経済学者の伊藤隆敏は「いますぐには、危機にならない、としても日本が危機にむかって一歩一歩近づいている。それならば、国債金利はしだいに上昇していくはずだ。ところが、日本では、1990年以降国債金利は一貫して下がってきた。なぜ財政破綻にむかっているという、市場からの警告は出ないのか。 いったん、財政危機（=金利の急上昇）がおきると，財政破綻（=債務不履行）を防ぐためには，いくつかの緊急措置が必要となる」と述べている[7]。
4. 内閣府の2001年平度年次経済財政報告では「債務残高が発散・拡大し、財政破綻に陥った場合には、どのような事態になるのだろうか。この場合、新規国債の民間消化が困難になるほか、財政法により日本銀行による引き受けも禁止されているため、国債の元利支払い以外の支出（社会保障、公共投資、諸々の行政サービスのための支出）を大幅に削減したり、大幅な増税をして、超緊縮財政をとらなければならないことになる」と述べられており、債務残高が発散・拡大すると財政破綻するとしている[8]。
5. 財務省事務次官の矢野康治は「このままでは国家財政は破綻する[9]」と文藝春秋で発表して、多くの反響を呼んだ[10][11][12]。
6. 「行くところまで行かないと、この国は変わりません」[13]この記事の内容通り国債発行額は1000兆円を超えている[誰によって?]。

#### 日本政府の財政破綻（国債の債務不履行）の可能性を否定する見解
1. 財務省のホームページは「日・米など先進国の自国通貨建て国債のデフォルトは考えられない。」と記載している[14]。
2. ギリシャが2011年に財政破綻したのは、共通通貨ユーロ建て国債であったからである[15][誰によって?]。
3. 政府には「通貨発行権」があります。その権限を行使すれば、日本円である限りにおいて、いくらでもおカネをつくり出すことができるのです[16][誰によって?]。
4. 吉川洋や伊藤隆敏ら経済学者は、2003年に「政府債務のGDPが140%に達したが、このままだと200%を超える。これは国家財政の事実上の破綻を意味すると 言ってよい。」と、財政破綻の意味も具体的内容も示さないまま日本経済新聞の経済教室で訴えた。 しかし、現在200%を超えたが、日本国債の長期金利は世界最低レベルできわめて低いまま推移しており、破綻の兆しなどどこにも 見えない[17][誰によって?]。
5. 自国通貨建てであれば、政府債務がどれだけ増加しても、政府は通貨発行で当該債務の償還が可能なため債務不履行（デフォルト）には陥らない[誰によって?]。
6. 日本円を作っているのは日本政府なのだから、自分で「作ることのできる日本円」を「返せなくなる」なんてことはありえない。どれだけ借金をしていても、返済を求められたときに自分で作って返せばそれで事足りるからだ[18][誰によって?]。
7. 無から行なう国債発行により得た政府預金を用いた財政出動は信用創造である。政府が信用創造すると企業などの民間銀行預金残高が増えるし、民間銀行の日銀当座預金が増える。民間銀行は日銀当座預金を用いて国債を購入する。日本銀行が民間銀行から国債を購入すると日本銀行は民間銀行に対して日銀当座預金を供給する事になる。民間銀行が国債を購入する資金は民間銀行が保有する日銀当座預金であり、日本銀行が供給している。日銀当座預金には金利が付かないので、民間銀行は金利を稼ぐために国債を日銀当座預金で購入する。だから、民間銀行が国債を購入しないという事はないので、新規国債が売れないということは発生しない。すなわち、新規国債が売れなくて既発国債の償還のための財源が得られない、すなわち財政破綻するという事は起こり得ない[19][誰によって?]。